# Monument de Petar Radovanović à Bor
Le monument de Petar Radovanović à Bor (en serbe cyrillique : Споменик Петру Радовановићу у Бору ; en serbe latin : Spomenik Petru Radovanoviću u Boru) se trouve à Bor, dans le district de Bor, en Serbie. Il est inscrit sur la liste des monuments culturels protégés de la République de Serbie (identifiant no SK 914).